# グリーンウッド墓地
グリーンウッド墓地（グリーンウッドぼち、英語: Green-Wood Cemetery）は、アメリカ合衆国ニューヨーク市ブルックリン区にある墓地。

## 概要
1838年に創立された約190haの広さのある古い墓地。敷地内にはステンドグラスを備えた教会を有する。ブルックリンで自然環境を楽しめる場所として古くから親しまれており、アメリカ国内ではナイアガラの滝に次ぐ観光名所と位置付けられていた時代もあった。2006年にはアメリカ合衆国国定歴史建造物に指定された。
2019年現在では、500種類以上の植物が生息、樹木の数も7000本を超える自然豊かな場所となっている。ニューヨークの土地柄として外来種も多いが、2019年には、墓地とアメリカ森林局との共同調査で新種のタマムシが発見されている。

## 主な埋葬者
- アルバート・アナスタシア
- サミュエル・モールス - 発明家
- ジャン＝ミシェル・バスキア - 画家
- タウンゼント・ハリス - 江戸時代末期の初代駐日公使
- チャールズ・ルイス・ティファニー - ティファニー創業者
- デウィット・クリントン - 元ニューヨーク市長
- マーガレット・サンガー
- レナード・バーンスタイン - 指揮者
- ルイス・モロー・ゴットシャルク - 作曲家  ポップ・スモーク

## アクセス
最寄駅：25丁目駅 (BMT4番街線)
開園時間：8:00AM-5:00PM